# Лавка купчихи Смирновой
Лавка купчихи Смирновой — одноэтажное кирпичное здание в селе Битки Новосибирской области, построенное в 1904 году. Памятник архитектуры регионального значения.

## История
Каменная лавка со складскими сараями была построена в 1904 году и принадлежала местной купчихе Смирновой.
В 1919 году торговый комплекс был включён в систему потребкооперации, а в 1930 году перешёл в ведение Центросоюза.
В 1930-х годах ограждение лавочного комплекса было заменено.
В 1950-х годах возле здания устроили бетонную отмостку с лестницей и тротуаром.

## Описание
Здание расположено на возвышенности и доминирует над застройкой сельской площади. Лавка занимает угол квартала, её юго-восточный и юго-западный фасады выходят на красную линию застройки.
Фасады композиционно асимметричны.
Пересечение улиц под углом 82° отразилось на плане лавки, юго-восточная и юго-западная стены которой расположены сообразно уличному направлению, в то время как северо-восточная и северо-западная сходятся приблизительно под углом 90°.
Въезд на территорию комплекса осуществлялся с юго-восточной стороны через ворота, которые были утрачены. Северо-восточную часть двора занимали складские каменные сараи.
Участок застраивался по периметру, доля усадебной застройки составляла около 50%.
Одноэтажный объём прямоугольный в плане и завершается четырёхскатной вальмовой крышей из металла стропильной конструкции.
Тамбур входа в подвал находится со стороны северо-восточного фасада.
Габариты лавки — 12,0 × 14,0, усадебной территории — 41 × 20.

### Наружный декор
Декор здания из лекального и тёсаного кирпича приближается по стилю к формам русского каменного зодчества XVII—XVIII века.
Расположенный с угла вход с лучковым завершением и металлической двустворчатой дверью декорирован по бокам двумя рустованными пилястрами и композиционно акцентирован скошенным углом выдающегося вперёд тамбура с закруглёнными наружными стенами, увенчанного аттиком, над которым размещён килевидный кокошник, фланкированный двумя столбиками.
Над входным тамбуром возвышается 
декорированная килевидными кокошниками восьмигранная башенка с восьмигранным шатром, увенчанным небольшим шаром со шпилем.
Ступенчатые кронштейны поддерживают карниз, выполненный из тёсаного кирпича.
На уличную сторону выходят окна с лучковым завершением, обрамлённые наличниками (два окна — на юго-западе, три — на юго-востоке).

### Интерьер
Перекрытие потолка — кирпичные сводики по металлическим двутавровым балкам (шаг — 47 см), укреплённые поперечно двумя двутаврами.
Стены и потолок отделаны штукатуркой и побелены. Собранный из деревянных плах пол окрашен масляной краской.
Фрамуги двустворчатых филенчатых дверей заполнены стеклом.
В подвал ведёт лестница, ширина её кирпичных ступенек и подступенков — 1,8 м.
Прямоугольный в плане подвал (11,0 × 6,0 м) перекрыт коробовым сводом из кирпича. Высота от шелыги до пола — 3,15 м.